# Campionati mondiali di taekwondo a squadre 2013
I Campionati mondiali di taekwondo a squadre 2014 si sono svolti dal 28 al 30 novembre al Palais des Sports de Treichville di Abidjan, in Costa d'Avorio. È stata la 5ª edizione del torneo, organizzato dalla World Taekwondo.

## Podi
| Evento           | Oro           | Argento        | Bronzo                 |
| Torneo maschile  | Messico       | Costa d'Avorio | Corea del Sud Russia   |
| Torneo femminile | Corea del Sud | Cina           | Francia Costa d'Avorio |

## Medagliere
| Posiz. | Nazione        | Oro | Argento | Bronzo | Totale |
| ------ | -------------- | --- | ------- | ------ | ------ |
| 1      | Corea del Sud  | 1   | 0       | 1      | 2      |
| 2      | Messico        | 1   | 0       | 0      | 1      |
| 3      | Costa d'Avorio | 0   | 1       | 1      | 2      |
| 4      | Cina           | 0   | 1       | 0      | 1      |
| 5      | Francia        | 0   | 0       | 1      | 1      |
| 5      | Spagna         | 0   | 0       | 1      | 1      |
| Totale | Totale         | 2   | 2       | 4      | 8      |